# 福島県道364号上移常葉線
福島県道364号上移常葉線（ふくしまけんどう364ごう かみうつしときわせん）は、福島県田村市を通る一般県道である。

## 路線概要
- 起点：田村市船引町上移字根岸
- 終点：田村市常葉町常葉字中町
- 総延長：10.860km[1]
  - 実延長：総延長に同じ
- 路線認定年月日：1973年3月23日[2]

## 通過する自治体
- 福島県
  - 田村市

## 接続・交差する道路
- 福島県道50号浪江三春線（田村市船引町上移字根岸 起点）
- 国道288号（田村市常葉町常葉字中町 終点）

## 沿線
- 田村市立移中学校
- むしむしランド
- 成願寺